# スパダ岬沖海戦
スパダ岬沖海戦 (スパダみさきおきかいせん、英語: Battle of Cape Spada) は、第二次世界大戦中の地中海攻防戦において、1940年7月19日に地中海のクレタ島北西沖で発生した海戦。
イギリス海軍およびオーストラリア海軍の水雷戦隊と、イタリア王立海軍の軽巡洋艦2隻が交戦した。
海戦は、イタリアの軽巡洋艦2隻と、イギリスの駆逐艦4隻との間で始まった。その後オーストラリアの軽巡洋艦シドニー (HMAS Sydney) とイギリスの駆逐艦ハヴォック (HMS Havock, H43) が加わって形勢が逆転した。戦闘の結果、イタリアの軽巡洋艦バルトロメオ・コレオーニ (Bartolomeo Colleoni) が撃沈され、カサルディ提督が将旗を掲げる軽巡ジョヴァンニ・デレ・バンデ・ネーレ (Giovanni delle Bande Nere) は逃げ切った。

## 経過

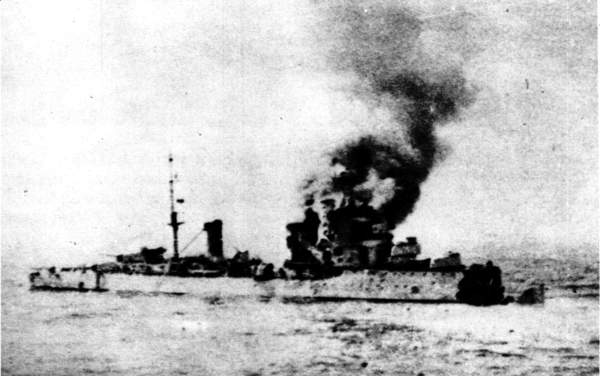
撃破されたバルトロメオ・コレオーニ。

1940年6月10日、イタリアは第二次世界大戦に枢軸側として参戦し、イギリスとフランスに宣戦布告した（イタリアの参戦）。地中海戦域におけるイタリア王立海軍とイギリス地中海艦隊の本格的対決は、7月9日のカラブリア沖海戦 (Battle of Calabria) 
であった。
カラブリア岬沖海戦からまもない7月中旬、イギリスの小型タンカーの船団がルーマニアからギリシャ水域へと向かっているとの情報に基づき、イタリア海軍はフェルディナンド・カサルディ少将が率いる第2巡洋艦戦隊 (II Divisione Incrociatori) の軽巡洋艦ジョヴァンニ・デレ・バンデ・ネーレとバルトロメオ・コレオーニを攻撃に向かわせる。カサルデイ提督はジョヴァンニ・デレ・バンデ・ネーレ (Giovanni delle Bande Nere) に将旗を掲げていた。イタリア軽巡2隻は7月17日にトリポリから出撃し、ドデカネス諸島のレロス島へと向かった。
一方、イギリス軍も7月18日未明に以下の部隊を出撃させた。
- A部隊：第2駆逐艦戦隊（Hugh St. Lawrence Nicolson大佐）
  - 駆逐艦ハイペリオン（ニコルソン座乗）、アイレクス、ヒーロー、ヘイスティ
- B部隊：軽巡洋艦シドニー（コリンズ艦長）、駆逐艦ハヴォック

A部隊の任務はクレタ島北方でのイタリア潜水艦掃討であり、クレタ島の東のカソス海峡からエーゲ海に入り、クレタ島西のアンティキティラ海峡から出て帰投する予定であった。B部隊 (Force B) の任務はA部隊の援護とアテネ湾でのイタリア船攻撃であった。両部隊は7月18日に夜にクレタ島の東のカソ海峡を通過してエーゲ海に入った。コリンズ艦長はA部隊の援護を優先し、A部隊がクレタ島西のアンティキティラ海峡を通過する時間まではA部隊の近くにいることを決めた。カサルディ提督は進路上でこれらの部隊が活動中であることは知らなかった。
7月19日7時17分、アンティキラ海峡付近でイタリア軽巡2隻は対潜掃蕩中のイギリス駆逐艦部隊を発見した。アンティキティラ海峡へ向かっていたA部隊も同時刻にイタリア軽巡2隻を発見し、友軍（シドニー、ハボック）のいる方へ速度を上げて逃走を図る。イタリア側は7時27分に距離19,000ヤードで砲撃を開始。イギリス駆逐艦も7時32分に砲撃を開始したが、砲撃は届かなかった。カサルディ提督は、イギリス駆逐艦部隊が他の強力な部隊の護衛ではないかどうかわからなかったため、接近しようとしなかった。イギリス駆逐艦部隊は北東へ進み、イタリア軽巡2隻は北へ向かったため、両者の距離は次第に離れていった。イタリア軽巡2隻の砲撃は太陽に向かっての砲撃であったため、不正確であった。またイギリス駆逐艦が展開した煙幕も加わって、砲撃はさらに困難になった。カサルディ提督は7時48分に砲撃を中断し、7時50分に東へと進路をかえて敵への接近を図った。
一方、軽巡洋艦シドニー (HMAS Sydney) の艦長コリンズ大佐 (John Augustine Collins) は7時33分にニコルソン（A部隊）からの敵発見の報告を受け取り、その方へと向かい始めた。この際、敵に存在を知られないよう通信は行わなかった。8時20分、南東へ向かっていたシドニー (HMAS Sydney) はイタリア軽巡洋艦の煙を発見する。8時29分に距離20,000ヤードで「ジョヴァンニ・デレ・バンデ・ネーレ」に対して砲撃を開始した。豪州軽巡洋艦は霧に隠されていたため、イタリア側は砲撃を受けるまでその存在に気づかなかった。さらに豪州軽巡と共に出現した英駆逐艦ハヴォック (HMS Havock, H43) も「敵軽巡洋艦」だと誤認する。「連合軍軽巡2隻および駆逐隊」と交戦する不利を悟ったイタリア側は、8時32分まで南東へ針路をかえ、逃走しつつ砲撃を開始した。豪州軽巡の増援を得たイギリス駆逐艦4隻も反転し、イタリア軽巡2隻との距離を詰めようとした。
8時35分、シドニーの砲撃がジョヴァンニ・デレ・バンデ・ネーレに命中した。煙突を貫通して爆発し、死者4名負傷者4名を出した。連合軍艦隊とクレタ島との間に挟まれるのを避けるため、カサルディ提督が指揮するイタリア軽巡2隻は煙幕を張り南西へと針路を変える。8時58分にはイタリア軽巡洋艦2隻は南西へと向かい始めた。この誤判断により、37ノットを発揮できるイタリア軽巡2隻は、速力32ノットのシドニーに追いつかれてしまう。
9時21分、シドニーの煙突右舷側に命中弾があり1名が負傷した。9時24分、または25分にシドニーからの6インチ砲弾がバルトロメオ・コレオーニ (Bartolomeo Colleoni) に命中した。その直後にもさらに命中弾があり、同艦は航行不能となった。英駆逐艦ハイペリオン (HMS Hyperion, H97) とアイレクス (HMS Ilex) が雷撃を行い、アイレクスの魚雷1本が命中する。続いてハイペリオンが2度目の雷撃を行い、さらに魚雷1本が命中した。9時59分、バルトロメオ・コレオーニは沈没した。英駆逐艦が沈没した伊軽巡生存者の救助を行った。
伊軽巡ジョヴァンニ・デレ・バンデ・ネーレ（カサルディ提督）は、被弾して窮地に陥った姉妹艦を支援することなく、一目散に逃走を続けた。未だにシドニー等に追跡されており、9時58分にシドニーから命中弾を受けた（死者4名、負傷者12名）。だが、距離が開いたことなどからシドニー側は10時37分に追跡を打ち切った。その後、ロドス島から飛来した爆撃機の攻撃を受け、至近弾によりハヴォックが小破した。
カサルディ提督が指揮するジョヴァンニ・デレ・バンデ・ネーレはトブルクへ行くと見せかけてからベンガジへと向かい、無事に到着している。この過程で伊軽巡を捜索していた英戦艦ウォースパイト (HMS Warspite) の水上偵察機1機が失われた。カサルディ提督およびジョヴァンニ・デレ・バンデ・ネーレがトブルクにいると考えたイギリス軍は、地中海艦隊に所属する空母イーグル (HMS Eagle) を派遣して、イタリア軽巡の撃沈を試みる。イーグルの艦上攻撃機フェアリー ソードフィッシュ (Fairey Swordfish) がトブルク空襲を敢行し、同地にいたイタリア駆逐艦ネンボ (Nembo) やオストロ (Ostro) などを撃沈した。

## 参加艦艇

### イタリア
- 軽巡洋艦バルトロメオ・コレオーニ（沈没、戦死121）、ジョバンニ・デレ・バンデ・ネレ（損傷、戦死8）

### 連合国
- 軽巡洋艦シドニー（損傷）
- 駆逐艦ハヴォック（損傷）、ヘイスティ、ヒーロー、ハイペリオン、アイレクス